# Невоструев, Владимир Петрович
Невоструев Владимир Петрович (род.4 ноября 1959 года) — российский политический деятель. Председатель Государственного Совета Удмуртской Республики с 16 апреля 2020.
Член Всероссийской политической партии «Единая Россия».
Ранее занимал должность председателя Государственного Совета Удмуртской Республики в 2013—2017 годах. Секретарь удмуртского регионального отделения партии «Единая Россия» (2016—2020).

## Биография

### Ранняя биография
Родился 4 ноября 1959 года. Окончил Ижевский сельскохозяйственный институт, по специальности «механизация сельского хозяйства».
В 1978 году призван в ряды ВС Союза ССР. Уволен в запас в 1980 году.
1980 году переезжает в Юкаменский район Удмуртской АССР, где работает в колхозе «Трактор». Прошёл путь от механика, до председателя колхоза.

### Политическая деятельность
В 1998 году назначен главой Юкаменского района Удмуртской республики.
После двух лет успешной работы на должности главы района назначен министром сельского хозяйства и продовольствия Удмуртской Республики. В это же время награждён Почётной грамотой Министерства сельского хозяйства Российской Федерации. В 2002 году назначен заместителем Председателя Правительства Удмуртии, при этом оставшись в должности министра сельского хозяйства. В 2007 году назначен председателем комиссии Государственного Совета Удмуртской Республики по агропромышленному комплексу, земельным отношениям, природопользованию и охране окружающей среды.
В 2008 году избран депутатом Государственного Совета Удмуртской Республики 4 созыва, назначен Заместителем председателя — Председателем постоянной комиссии по агропромышленному комплексу, земельным отношениям, природопользованию и охране окружающей среды. В 2012 переизбран на новый срок, остался заместителем председателя по тому же профилю.
25 июня 2013 года избран Председателем Государственного Совета Удмуртской Республики и трудился на этом должности до сентября 2017 года.
В 2016—2020 годах — секретарь удмуртского регионального отделения партии «Единая Россия».
16 апреля 2020 года вновь избран председателем Государственного Совета Удмуртской Республики.

## Награды
- Орден Дружбы[1]
- Заслуженный работник сельского хозяйства Российской Федерации.[1]
- Грамоты[1]
- Ведомственные награды[1]